# Francesco Maria Greco (presbitero)
Francesco Maria Greco (Acri, 25 luglio 1857 – Acri, 13 gennaio 1931) è stato un presbitero italiano, beatificato da papa Francesco il 21 maggio 2016. È stato, assieme a Maria Teresa De Vincenti, fondatore della congregazione religiosa delle Piccole operaie dei Sacri Cuori.

## Biografia
Nacque ad Acri il 25 luglio del 1857 da Raffaele e Concetta Pancaro, secondogenito di cinque figli, di cui l'ultima la sorella Teresa diventerà la prima superiora generale dell'ordine da lui fondato.

Il padre lo vuole al suo fianco nella farmacia di famiglia, ma il giovane Francesco fermo nella sua vocazione entra in seminario e viene ordinato sacerdote il 17 dicembre. Prosegue gli studi e consegue il dottorato in teologia a Napoli pur avendo l'incarico di parroco continuerà ad insegnare nel seminario arcivescovile cosentino.
Nel 1887 viene nominato parroco della Chiesa di San Nicola in Acri e qui comincia l'attività pastorale istituendo l'oratorio interparrochiale, associazioni, e si fa promotore dell'apertura dell'ospedale "Caritas" in aiuto dei più disagiati; fonda poi nel 1894 con la collaborazione di suor Maria Teresa De Vincenti la congregazione religiosa di suore "Piccole Operaie dei Sacri Cuori".
Morì il 13 gennaio del 1931 ad Acri, all'età di 73 anni.
Così scrive il Julia a proposito di Francesco Maria Greco:

## La congregazione
L'attuale carisma della congregazione è: «missione di evangelizzazione e di carità, rivolta soprattutto all'infanzia, alla fanciullezza, alla gioventù bisognosa di formazione umana e cristiana ed al servizio dei paesi italo-albanesi».

L'attività si è sviluppata in questi 100 anni di storia e attualmente la congregazione attraverso le sue 10 sedi nel cosentino è impegnata in assistenza ai minori, scuole materne, scuole superiori e case di riposo.

Inoltre è presente in Albania, India, Argentina e Brasile.

## Culto
L'8 novembre 2002 l'arcivescovo metropolita di Cosenza-Bisignano Giuseppe Agostino ha dato l'avvio all'inchiesta diocesana su una guarigione miracolosa avvenuta nel 2000 ed attribuita all'intercessione del servo di Dio Francesco Maria Greco. In base ai risultati della causa di canonizzazione e su disposizione di papa Francesco, è stato beatificato il 21 maggio 2016 a Cosenza.